# Центон
Центо́н — стихотворение, целиком составленное из известных предполагаемому читателю строк других стихотворений.
В соответствии с предписаниями античной поэтики, в роли «строительного материала» для центона могут выступить: а) полустишие, б) стих, в) полуторастишие. Децим Магн Авсоний (IV в. н. э.), сформулировавший это правило, полагал, что поскольку сочинение центона представляет собой игру (лат. ludus), соревнование (aemulatio, contentio), то использование фрагментов, превышающих размеры полуторастишия, делает задачу автора слишком простой для выполнения, и составление центона теряет смысл: «взять два стиха сряду будет неловкостию, три — непозволительным промахом (merae nugae)».
Составление центонов представляет собой род литературной игры. Будучи литературной шуткой, центон оказывается тем комичней, чем лучше знаком читатель со стихотворениями, из которых были взяты строки. Предполагается, что строки центона подбирают таким образом, чтобы он был объединён общим смыслом и имел вид законченного произведения.
Художественный эффект центона состоит в подобии или контрасте нового контекста и воспоминания о прежнем контексте каждого фрагмента. Менее строгие центоны переходят в поэзию реминисценций, иногда открытых, чаще скрытых.
Русский термин «центон» восходит к лат. cento, род. падеж centōnis (от др.-греч. κέντρων, κέντων). Первоначальное значение этого слова — «лоскут, платье или покрывало из лоскутьев». В значении «стихотворное попурри» отмечено уже у Авсония и Августина.

## История
Центон ведёт своё происхождение от древней пародии, встречающейся в комедиях Аристофана. В Греции были популярны гомероцентоны (homerokentrones, homerocentones) — произведения, составленные из стихов Гомера. В Риме центоны складывали из стихов Вергилия, Овидия, Лукана. Известен «Свадебный центон» (лат. Cento Nuptialis) Авсония, который, будучи написан в 374 году (или несколько позднее) в качестве стихотворного отклика на свадьбу императора Грациана и Констанции, содержал 131 гекзаметр, взятый из произведений Вергилия — его сборника «Буколики» и поэм «Георгики» и «Энеида».
Впоследствии появились христианские центоны, в которых через строки классических поэтов выражалось религиозное содержание (при этом были распространены пересказы Библии, сложенные из строк языческих поэтов). Христианские центоны включались в школьные программы вместо языческой литературы. Практика чистых центонов была в средние века в большей степени характерна для латиноязычной, чем для грекоязычной поэзии, хотя для византийской литературы в целом центонный принцип инкорпорирования деталей старого художественного целого в состав нового оказался чрезвычайно характерным.
К ранневизантийскому времени относится дошедший до нас греческий гомероцентон, приписываемый императрице Евдокии, жене императора Феодосия II, и насчитывающий 2343 гекзаметра о жизни Иисуса. К этому же времени относятся небольшой по объёму центон Иринея Лионского о спуске Геракла в подземное царство и приписываемая обычно Григорию Назианзину трагедия «Страждущий Христос», состоявшая из цитат из Эсхила, Еврипида и Ликофрона.
Греческие или латинские центоны составлять было нетрудно, поскольку рифма в античном стихе отсутствовала (практика составления рифмованных стихов получает широкое распространение уже в средние века — сначала в западноевропейской латиноязычной гимнографии, а в византийской литературе она обретает значительное место лишь к концу её истории). Центоны на рифмованные стихи составлять гораздо труднее; тем не менее поэты нового времени сумели освоить этот жанр. Так, широко известны центоны, составленные Лопе де Вегой.
В русской поэзии первый — и исключительный по своим масштабам — пример практики центона мы, по-видимому, встречаем в творчестве поэта XVII века Сильвестра Медведева. Будучи учеником Симеона Полоцкого и воспринимая его тексты как риторический образец, Сильвестр перенимает поэтическую мысль и поэтические средства учителя зачастую вместе с готовыми стихами. Например, «Благожелательное приветствование» Сильвестра Медведева всё целиком составлено из стихов, взятых из «Рифмологиона» Симеона Полоцкого.
Примером центона на русском языковом материале служит следующее восьмистишие, составленное из строк поэмы Н. А. Некрасова «Крестьянские дети» и стихотворения А. С. Пушкина «Узник»:

Однажды, в студёную зимнюю пору

Сижу за решёткой в темнице сырой.

Гляжу, поднимается медленно в гору

Вскормлённый в неволе орёл молодой.

И шествуя важно, в спокойствии чинном,

Мой грустный товарищ, махая крылом,

В больших сапогах, в полушубке овчинном

Кровавую пищу клюёт под окном.

Широко известен принадлежащий литературоведу и пушкинисту Н. О. Лернеру центон, строки которого взяты из стихотворений сразу четырёх поэтов XIX века:

Лысый с белой бородою (И. Никитин)

Старый русский великан (М. Лермонтов)

С догарессой молодою (А. Пушкин)

Упадает на диван. (Н. Некрасов)

Центоны — распространённый художественный приём в постмодернизме.